# Einsteins handfat

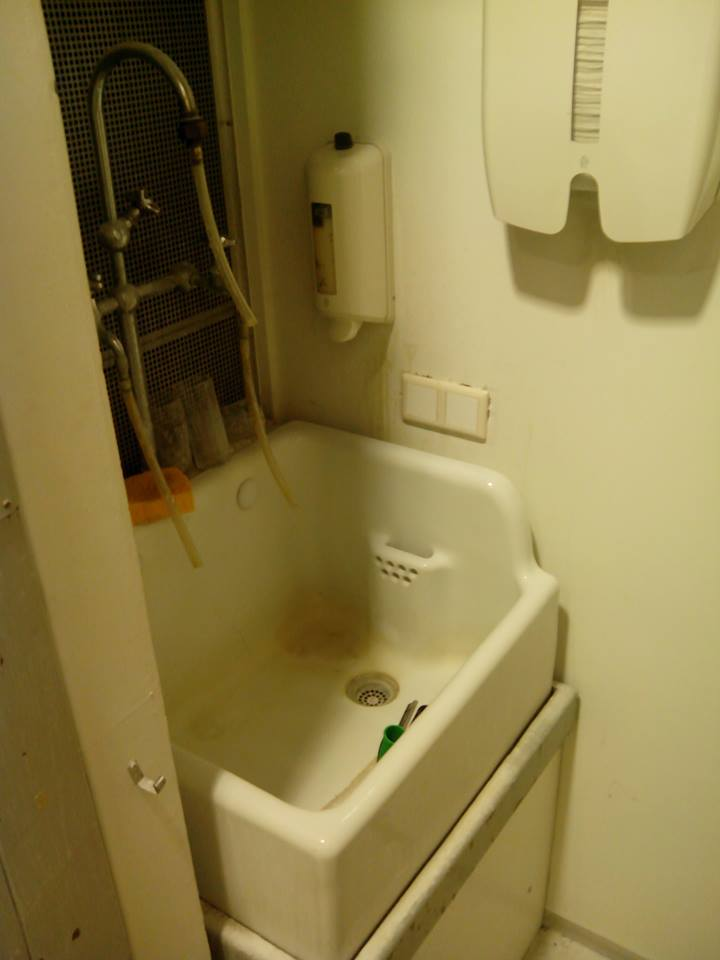
Einsteins handfat.

Einteins handfat är ett handfat som har använts av fysikfakulteten vid Leidens universitet sedan 1920. Ursprungligen fanns handfatet i den stora föreläsningssalen i det gamla Kamerlingh Onnes-laboratoriet. Det togs senare med när fysikerna flyttade till en ny fysikbyggnad i Leiden Bioscience Park  1977 där det stod till 2015. Det flyttades då till universitetets nya campus.
En kort lista över "handfatsanvändare" består av Paul Ehrenfest, Heike Kamerlingh Onnes, Henrik Antoon Lorentz och Albert Einstein, men också senare nobelpristagare som Brian Schmidt och Albert Fert.